# I liga urugwajska w piłce nożnej (1999)
- Mistrz Urugwaju 1999: CA Peñarol
- Wicemistrz Urugwaju 1999: Club Nacional de Football
- Copa Libertadores 2000: CA Peñarol (mistrz Urugwaju), Club Nacional de Football (zwycięzca turnieju Liguilla Pre-Libertadores), CA Bella Vista (drugi w turnieju Liguilla Pre-Libertadores)
- Copa Mercosur 2000: CA Peñarol (mistrz Urugwaju), Club Nacional de Football (wicemistrz Urugwaju)
- Spadek do drugiej ligi: Rampla Juniors (po barażu).
- Awans z drugiej ligi: Racing Montevideo (po barażu)

Mistrzostwa Urugwaju w roku 1999 podzielone zostały na dwa turnieje - Apertura i Clausura. Następnie mistrzowie obu turniejów stoczyli bój o mistrzostwo Urugwaju. Zwycięzca został mistrzem, a pokonany wicemistrzem kraju. Na koniec sezonu rozegrany został turniej Liguilla Pre-Libertadores, który wyłonił dwa kluby, mające obok mistrza reprezentować Urugwaj w Copa Libertadores 2000.

## Torneo Apertura 1999

### Apertura 1
| Data          | Mecz |
| ------------- | --- |
| 6 marca 1999  | Huracán Buceo Montevideo - Club Nacional de Football 0:5 Gustavo Varela 12, 29, Milton Núñez 61, Gabriel Álvez 70, 84                            |
| 7 marca 1999  | Rentistas Montevideo - CA Peñarol 0:2 Antonio Pacheco D’Agosti 38, Edgardo Adinolfi 76                                                           |
| 7 marca 1999  | Paysandú Bella Vista - Danubio FC 1:7 Carlos Jaime 78 - Gabriel Migliónico 13, 21, Julio de Souza 37, 44, Martín Ojeda 64, 87, Federico Rariz 65 |
| 7 marca 1999  | River Plate Montevideo - Rampla Juniors 0:0 |
| 7 marca 1999  | CA Cerro - Defensor Sporting 2:5 Luis Jonne 73, Hernán Pintos 89 - Ederson Fofonka 4, 12, Santiago Ostolaza 52, Eliomar 59, 74                   |
| 7 marca 1999  | Liverpool Montevideo - Tacuarembó 0:0 |
| 31 marca 1999 | Deportivo Maldonado - Frontera Rivera 2:2 Mario Orta 17, Gustavo da Silva 48 - Marcelo Velazco 11, Marcelo Borges 69                             |

### Apertura 2
| Data          | Mecz |
| ------------- | --- |
| 31 marca 1999 | CA Peñarol - Frontera Rivera 1:1 Gabriel Cedrés 54 - Carlos Silva 49                                                                                 |
| 31 marca 1999 | Danubio FC - Rampla Juniors 6:2 Gabriel Migliónico 15, 51, Federico Rariz 22, 90, Julio de Souza 48, Martín Ojeda 89 - Fernando Garracino 7, Beto 12 |
| 31 marca 1999 | Huracán Buceo Montevideo - CA Bella Vista 0:0 |
| 31 marca 1999 | Paysandú Bella Vista - River Plate Montevideo 1:3 Alcides Bandera 37 - Pablo Tiscornia 9, Iván Alonso 20, Marcelo Suárez 63                          |
| 31 marca 1999 | Deportivo Maldonado - Rentistas Montevideo 1:3 Paulo Medina 33 - Diego Aguirre 9, Gerardo Morales 65, Gerardo Morales 78                             |
| 31 marca 1999 | Defensor Sporting - Tacuarembó 2:1 Eliomar 10, 40 - Nicanor Leal 32                                                                                  |
| 31 marca 1999 | CA Cerro - Liverpool Montevideo 2:1 Hernán Artigas 70, Germán Loffiego 90 - Néstor Correa 53                                                         |

### Apertura 3
| Data            | Mecz |
| --------------- | --- |
| 20 marca 1999   | Huracán Buceo Montevideo - Liverpool Montevideo 0:0                                                     |
| 20 marca 1999   | River Plate Montevideo - Rentistas Montevideo 0:0                                                       |
| 20 marca 1999   | Rampla Juniors - CA Peñarol 1:2 Walter Cawen 85 - Antonio Pacheco D’Agosti 60, Pablo Bengoechea 68      |
| 20 marca 1999   | Danubio FC - Frontera Rivera 2:2 Julio de Souza 71, Richard Núñez 73 - Robert López 60, Javier Ortiz 80 |
| 20 marca 1999   | Club Nacional de Football - Tacuarembó 4:0 Rubén Sosa 2, Gabriel Álvez 74, Mario Regueiro 86, 88        |
| 20 marca 1999   | Deportivo Maldonado - Paysandú Bella Vista 1:1 Gustavo da Silva 27 - Ricardo Bandera 28                 |
| 7 kwietnia 1999 | CA Bella Vista - CA Cerro 4:0 Martín Adrián García 35, 39, Diego Alonso 84, Henry López Báez 85         |

### Apertura 4
| Data          | Mecz |
| ------------- | --- |
| 27 marca 1999 | Danubio FC - CA Peñarol 1:0 Darío Rodríguez 80s |
| 27 marca 1999 | Liverpool Montevideo - CA Bella Vista 2:2 Fabián Césaro 43, Wáshington Rodríguez 75 - Rodrigo Lemos 3, Diego Jaume 90                                 |
| 27 marca 1999 | Paysandú Bella Vista - Rentistas Montevideo 1:0 Carlos Jaime 69                                                                                       |
| 27 marca 1999 | Defensor Sporting - Club Nacional de Football 0:1 Gabriel Alvez 36                                                                                    |
| 27 marca 1999 | River Plate Montevideo - Deportivo Maldonado 2:4 Iván Alonso 43, Jair Vásquez 50 - Carlos Márcora 5, Mario Orta 38, Pablo Cuello 83, Diego Meijide 92 |
| 27 marca 1999 | Rampla Juniors - Frontera Rivera 1:2 Flavio Piñero 8 - Gilson Madruga 15, Álvaro González 88                                                          |
| 31 marca 1999 | Huracán Buceo Montevideo - CA Cerro 1:5 Uriel Pérez 69 - José di Conza 9, Álvaro Pintos 45, Marco Antonio da Silva 55, 62, Álvaro Pintos 84           |

### Apertura 5
| Data            | Mecz |
| --------------- | --- |
| 3 kwietnia 1999 | Paysandú Bella Vista - CA Peñarol 1:1 Willington Vallejo 87 - Marcelo de Souza 3                                                                                       |
| 4 kwietnia 1999 | Rentistas Montevideo - Danubio FC 1:1 Bruno Piano 42s - Diego Perrone 79                                                                                               |
| 4 kwietnia 1999 | Tacuarembó - CA Bella Vista 1:2 Delmar Scotto 89 - Luis Ortiz 21, Guillermo Giacomazzi 90                                                                              |
| 4 kwietnia 1999 | Defensor Sporting - Huracán Buceo Montevideo 6:2 Ederson Fofonka 42, 77, Danilo Tossello 49, Marcelo Lipatín 50, Eliomar 57, 72 - Alfredo Carve 45, Nicolás Nicolay 74 |
| 4 kwietnia 1999 | Rampla Juniors - Deportivo Maldonado 1:0 Flavio Piñero 40 |
| 4 kwietnia 1999 | Frontera Rivera - River Plate Montevideo 1:2 Sergio Sosa 62 - Christian Castellanos 21, 66                                                                             |
| 26 maja 1999    | CA Cerro - Club Nacional de Football 1:3 Álvaro Pintos 40 - Gabriel Álvez 7, 35, Damián Rodríguez 73                                                                   |

### Apertura 6
| Data             | Mecz |
| ---------------- | --- |
| 10 kwietnia 1999 | Deportivo Maldonado - CA Peñarol 0:2 Antonio Pacheco D’Agosti 20, Walter Pandiani 80                                                                                     |
| 11 kwietnia 1999 | Paysandú Bella Vista - Rampla Juniors 0:1 Walter Cawen 43 |
| 11 kwietnia 1999 | Rentistas Montevideo - Frontera Rivera 1:0 Nelson Ponso 10 |
| 11 kwietnia 1999 | Tacuarembó - CA Cerro 1:2 Wilson Mendoza 46 - Álvaro Pintos 1, Jorge Artigas 46                                                                                          |
| 11 kwietnia 1999 | Danubio FC - River Plate Montevideo 4:1 Julio de Souza 5, Richard Núñez 24, Julio de Souza 30, Martín Ojeda 66 - Mateo Corbo 85                                          |
| 11 kwietnia 1999 | Club Nacional de Football - CA Bella Vista 3:3 Rubén Sosa 21, Walter Fabián Coelho 29, Gabriel Álvez 52 - Alejandro Lembo 50, Martín Adrián García 72, Facundo Gareca 80 |
| 11 kwietnia 1999 | Defensor Sporting - Liverpool Montevideo 5:0 Danilo Tossello 50, Eliomar 55, Danilo Tossello 72, Eliomar 81, Gustavo Biscayzacú 87                                       |

### Apertura 7
| Data             | Mecz |
| ---------------- | --- |
| 17 kwietnia 1999 | Club Nacional de Football - Liverpool Montevideo 4:0 Gabriel Álvez 42, Jorgeao da Costa 80, Jorge Delgado 86, Milton Núñez 89 |
| 17 kwietnia 1999 | Defensor Sporting - CA Bella Vista 1:0 Ederson Fofonka 62                                                                     |
| 18 kwietnia 1999 | CA Peñarol - River Plate Montevideo 3:0 Antonio Pacheco D’Agosti 53, Walter Pandiani 61, Antonio Pacheco D’Agosti 63          |
| 18 kwietnia 1999 | Rentistas Montevideo - Rampla Juniors 3:0 Diego Aguirre 32, Enrique Saravia 45, Rómulo Fernández 90                           |
| 18 kwietnia 1999 | Tacuarembó - Huracán Buceo Montevideo 3:1 Eduardo Correa 11, Heber dos Santos 56, Nicanor Leal 86 - Uriel Pérez 37            |
| 18 kwietnia 1999 | Frontera Rivera - Paysandú Bella Vista 0:1 Juan Ravera 34                                                                     |
| 18 kwietnia 1999 | Deportivo Maldonado - Danubio FC 1:3 Carlos Márcora 12 - Martín Ojeda 6, Richard Núñez 41, Julio de Souza 68                  |

### Apertura 8
| Data             | Mecz |
| ---------------- | --- |
| 30 kwietnia 1999 | CA Bella Vista - River Plate Montevideo 2:0 Facundo Gareca 12, Diego Alonso 18 |
| 2 maja 1999      | Defensor Sporting - CA Peñarol 4:4 Danilo Tosello 32, Andrés Martínez 68, 84, Ederson Fofonka 71 - Heber Noya 12 s, Marcelo de Souza 46, Walter Pandiani 63, Carlos Alberto Aguilera 78 |
| 2 maja 1999      | Huracán Buceo Montevideo - Paysandú Bella Vista 0:0 |
| 2 maja 1999      | CA Cerro - Rentistas Montevideo 0:2 Marcelo Bártora 12s, Diego Aguirre 33 |
| 2 maja 1999      | Liverpool Montevideo - Deportivo Maldonado 0:1 Gustavo da Silva 79 |
| 2 maja 1999      | Tacuarembó - Frontera Rivera 0:2 Walter Surraco 25, Rubén Paz 81 |
| 2 maja 1999      | Club Nacional de Football - Danubio FC 2:0 Gabriel Álvez 57, Rubén Sosa 75 |

### Apertura 9
| Data        | Mecz |
| ----------- | --- |
| 4 maja 1999 | Paysandú Bella Vista - Club Nacional de Football 1:0 Carlos Jaime 50                                        |
| 4 maja 1999 | Frontera Rivera - Huracán Buceo Montevideo 0:2 Luigi Rodríguez 12, Julio Zoppi 90                           |
| 4 maja 1999 | Deportivo Maldonado - Tacuarembó 3:1 Daniel Ximénez 12, Mario Orta 55, Paulo Medina 93 - Carlos Martínez 82 |
| 4 maja 1999 | Rampla Juniors - CA Cerro 0:1 Álvaro Pintos 52                                                              |
| 5 maja 1999 | Liverpool Montevideo - CA Peñarol 1:1 Boris Acuña 84 - Walter Pandiani 8                                    |
| 5 maja 1999 | Danubio FC - CA Bella Vista 2:1 Martín Ojeda 2, Martín Ojeda 23 - Guillermo Giacomazzi 34                   |
| 5 maja 1999 | Rentistas Montevideo - Defensor Sporting 1:1 Gustavo da Silva 56 - Gustavo Biscayzacú 87                    |

### Apertura 10
| Data           | Mecz                                                                                                   |
| -------------- | --- |
| 11 maja 1999   | Club Nacional de Football - Frontera Rivera 3:0 Jorge Delgado 73, Jorge Delgado 92, Gabriel Álvez 95   |
| 12 maja 1999   | Defensor Sporting - Rampla Juniors 3:0 Eliomar 65, Heber Noya 76, Ederson Fofonka 77                   |
| 12 maja 1999   | Huracán Buceo Montevideo - Deportivo Maldonado 1:1 Eduardo Jaume 45 - Claudio Ciccia 71                |
| 12 maja 1999   | CA Cerro - River Plate Montevideo 2:1 Luis Jonne 24, Jorge Artigas 39 - Yari Silvera 58                |
| 12 maja 1999   | Liverpool Montevideo - Rentistas Montevideo 0:0                                                        |
| 12 maja 1999   | Tacuarembó - CA Peñarol 0:3 Marcelo de Souza 12, Walter Pandiani 40, 63                                |
| 2 czerwca 1999 | CA Bella Vista - Paysandú Bella Vista 3:1 Diego Alonso 13, 55, Guillermo Giacomazzi 91 - Pablo Vega 62 |

### Apertura 11
| Data         | Mecz |
| ------------ | --- |
| 15 maja 1999 | Deportivo Maldonado - Club Nacional de Football 1:2 Mario Orta 47 - Rubén Sosa 28, Gabriel Álvez 42      |
| 16 maja 1999 | CA Peñarol - Huracán Buceo Montevideo 1:0 Walter Pandiani 86                                             |
| 16 maja 1999 | Frontera Rivera - CA Bella Vista 1:2 Rubén Paz 82 - Diego Alonso 11, Diego Jaume 89                      |
| 16 maja 1999 | Danubio FC - CA Cerro 1:3 Javier Delgado 64 - Luis Jonne 57, Jorge Artigas 69, Marco Antonio da Silva 83 |
| 16 maja 1999 | River Plate Montevideo - Defensor Sporting 1:1 Marcelo Suárez 45 - Danilo Tosello 48                     |
| 16 maja 1999 | Rampla Juniors - Liverpool Montevideo 1:0 Fernando Giménez 80                                            |
| 16 maja 1999 | Rentistas Montevideo - Tacuarembó 0:1 Nicanor Leal 7                                                     |

### Apertura 12
| Data         | Mecz |
| ------------ | --- |
| 16 maja 1999 | CA Cerro - Paysandú Bella Vista 3:1 Daniel Durante 48, Richard Pellejero 82, Marco Antonio da Silva 85 - Alcides Bandera 64                          |
| 16 maja 1999 | Huracán Buceo Montevideo - Rentistas Montevideo 3:2 Fernando Cardozo 35, Gastón Curbelo 66, Uriel Pérez 72 - Martín González 69, Gustavo da Silva 90 |
| 16 maja 1999 | Tacuarembó - Rampla Juniors 2:0 Flavio Piñero 31s, Nicanor Leal 57                                                                                   |
| 16 maja 1999 | Club Nacional de Football - CA Peñarol 1:0 Milton Núñez 79                                                                                           |
| 16 maja 1999 | Defensor Sporting - Danubio FC 5:1 Andrés Fleurquin 16, Eliomar 50, 58, Ederson Fofonka 55, Marcelo Lipatín 71 - Martín Ojeda 63                     |
| 16 maja 1999 | Liverpool Montevideo - River Plate Montevideo 0:0 |
| 16 maja 1999 | CA Bella Vista - Deportivo Maldonado 1:1 Diego Alonso 88 - Mario Orta 45                                                                             |

### Apertura 13
| Data           | Mecz |
| -------------- | --- |
| 29 maja 1999   | Paysandú Bella Vista - Defensor Sporting 0:1 Marcelo Lipatín 56                                                                                   |
| 30 maja 1999   | Danubio FC - Liverpool Montevideo 6:1 Julio de Souza 21k, Diego Perrone 43, 66, Martín Ojeda 50k, 63, 72k - Julio Rodríguez 66                    |
| 30 maja 1999   | Rampla Juniors - Huracán Buceo Montevideo 2:2 Marcelo Segalés 79, Pablo Kryzanowski 81 - Eduardo Jaume 71, Gastón Curbelo 75                      |
| 30 maja 1999   | River Plate Montevideo - Tacuarembó 1:0 Diego Tito 89                                                                                             |
| 30 maja 1999   | Frontera Rivera - CA Cerro 4:1 Marcelo Velazco 2k, Marcelo Velazco 20k, Marcos López 86s, Sergio Sosa 89 - Álvaro Pintos 82                       |
| 30 maja 1999   | CA Peñarol - CA Bella Vista 2:3 Carlos Alberto Aguilera 74, José Franco 79 - Martín Adrián García 64, Martín Adrián García 73, Alejandro Lembo 92 |
| 2 czerwca 1999 | Club Nacional de Football - Rentistas Montevideo 3:1 Gabriel Álvez 23, 38, 83 - Freddy Federici 20                                                |

### Apertura 14
| Data           | Mecz |
| -------------- | --- |
| 2 czerwca 1999 | Club Nacional de Football - Rampla Juniors 3:0 Walter Fabián Coelho 5, Mario Regueiro 13, 22                    |
| 2 czerwca 1999 | Tacuarembó - Danubio FC 1:3 Heber dos Santos 83 - Diego Perone 40, Martín Ojeda 75, Ignacio Risso 92            |
| 2 czerwca 1999 | Liverpool Montevideo - Paysandú Bella Vista 0:0                                                                 |
| 2 czerwca 1999 | CA Cerro - Deportivo Maldonado 2:4 Adrián Romero 80, Germán Pérez 90 - Paulo Medina 21, 45+, Mario Orta 60, 72k |
| 2 czerwca 1999 | Defensor Sporting - Frontera Rivera 2:1 Danilo Tosello 50, 67k - Álvaro González 58                             |
| 2 czerwca 1999 | CA Bella Vista - Rentistas Montevideo 1:1 Diego Alonso 44 - Gustavo da Silva 60                                 |
| 2 czerwca 1999 | Huracán Buceo Montevideo - River Plate Montevideo 2:0 Uriel Pérez 26, Álvaro Tato 30                            |

### Apertura 15
| Data            | Mecz |
| --------------- | --- |
| 12 czerwca 1999 | CA Peñarol - CA Cerro 2:0 Walter Pandiani 37, José María Franco 86                                                                                   |
| 12 czerwca 1999 | Deportivo Maldonado - Defensor Sporting 2:4 Paulo Medina 35, Mario Orta 50k - Danilo Tosello 5, Ederson Fofonka 34, Eliomar 53, Santiago Ostolaza 74 |
| 13 czerwca 1999 | River Plate Montevideo - Club Nacional de Football 3:1 Luis Cor 8, Christian Castellanos 14, 17 - Mario Regueiro 12                                  |
| 13 czerwca 1999 | Danubio FC - Huracán Buceo Montevideo 2:3 Martín Ojeda 26k, Richard Núñez 89 - Eduardo Jaume 46, Gastón Curbelo 67, Fernando Cardozo 90              |
| 13 czerwca 1999 | Paysandú Bella Vista - Tacuarembó 0:1 Ángel León 77                                                                                                  |
| 13 czerwca 1999 | Rampla Juniors - CA Bella Vista 0:1 Leonardo Acosta 19s                                                                                              |
| 13 czerwca 1999 | Frontera Rivera - Liverpool Montevideo 0:0 |

### Tabela końcowa Apertura  1999
| Poz | Klub                      | Mecze | Zw | Rem | Por | Pkt | BrZd | BrStr |
| --- | ------------------------- | ----- | -- | --- | --- | --- | ---- | ----- |
| 1   | Club Nacional de Football | 14    | 11 | 1   | 2   | 34  | 35   | 10    |
| 2   | Defensor Sporting         | 14    | 10 | 3   | 1   | 33  | 40   | 16    |
| 3   | Danubio FC                | 14    | 8  | 2   | 4   | 26  | 39   | 24    |
| 4   | CA Bella Vista            | 14    | 7  | 5   | 2   | 26  | 25   | 15    |
| 5   | CA Peñarol                | 14    | 7  | 4   | 3   | 25  | 24   | 13    |
| 6   | CA Cerro                  | 14    | 7  | 0   | 7   | 21  | 24   | 30    |
| 7   | Rentistas Montevideo      | 14    | 4  | 5   | 5   | 17  | 15   | 14    |
| 8   | Huracán Buceo Montevideo  | 14    | 4  | 5   | 5   | 17  | 17   | 27    |
| 9   | Deportivo Maldonado       | 14    | 4  | 4   | 6   | 16  | 22   | 25    |
| 10  | River Plate Montevideo    | 14    | 4  | 4   | 6   | 16  | 14   | 21    |
| 11  | Frontera Rivera           | 14    | 3  | 4   | 7   | 13  | 16   | 20    |
| 12  | Tacuarembó                | 14    | 4  | 1   | 9   | 13  | 12   | 23    |
| 13  | Paysandú Bella Vista      | 14    | 3  | 4   | 7   | 13  | 9    | 21    |
| 14  | Rampla Juniors            | 14    | 3  | 2   | 9   | 11  | 9    | 25    |
| 15  | Liverpool Montevideo      | 14    | 0  | 8   | 6   | 8   | 5    | 22    |

### Klasyfikacja strzelców bramek Apertura 1999
| Gole | Piłkarz       | Klub                      |
| ---- | ------------- | ------------------------- |
| 14   | Gabriel Álvez | Club Nacional de Football |
| 13   | Martín Ojeda  | Danubio FC                |
| 11   | Eliomar       | Defensor Sporting         |

## Torneo Clausura 1999

### Clausura 1
| Data          | Mecz |
| ------------- | --- |
| 23 lipca 1999 | Defensor Sporting - CA Cerro 1:0 Eliomar 15 |
| 24 lipca 1999 | Club Nacional de Football - Huracán Buceo Montevideo 2:3 Mario Regueiro 33, Milton Núñez 86 - Eduardo Jaume 11, Álvaro Tato 15k, Fernando Cardozo 60 |
| 25 lipca 1999 | CA Peñarol - Rentistas Montevideo 4:0 Antonio Pacheco D’Agosti 54, 62, Walter Pandiani 71, Carlos Bueno 85                                           |
| 25 lipca 1999 | Danubio FC - Paysandú Bella Vista 1:2 Ignacio Risso 81 - Fernando Kanapkis 56, Juan Arreguín 72                                                      |
| 25 lipca 1999 | Rampla Juniors - River Plate Montevideo 1:2 Ricardo Bittancort 69 - Elbio Tolosa 2, Iván Alonso 38                                                   |
| 25 lipca 1999 | Frontera Rivera - Deportivo Maldonado 4:0 Álvaro González 29, Álvaro González 38, 69, Ademílson 90                                                   |
| 25 lipca 1999 | Tacuarembó - Liverpool Montevideo 0:2 Edgardo Simovic 57, Andrée González 67                                                                         |

### Clausura 2
| Data            | Mecz |
| --------------- | --- |
| 30 lipca 1999   | Paysandú Bella Vista - Liverpool Montevideo 1:3 Fernando Garrasino 38 - Fabián Césaro 45, Andrée González 55, Boris Acuña 84k                  |
| 31 lipca 1999   | Rampla Juniors - Club Nacional de Football 1:2 Marcelo Segalés 38 - Gustavo Varela 34, Rubén Sosa 80                                           |
| 1 sierpnia 1999 | River Plate Montevideo - Huracán Buceo Montevideo 0:0                                                                                          |
| 1 sierpnia 1999 | Danubio FC - Tacuarembó 1:0 Ignacio Risso 62                                                                                                   |
| 1 sierpnia 1999 | Rentistas Montevideo - CA Bella Vista 2:4 Gustavo da Silva 86, Gerardo Morales 89 - Diego Jaume 8, Diego Emanuelle 61, Henry López Báez 57, 63 |
| 1 sierpnia 1999 | Deportivo Maldonado - CA Cerro 1:3 Miguel Ximénez 88 - Marcelo Bártora 31k, Álvaro Pintos 40, Richard Pellejero 51                             |
| 1 sierpnia 1999 | Frontera Rivera - Defensor Sporting 0:1 Eliomar 36                                                                                             |

### Clausura 3
| Data            | Mecz |
| --------------- | --- |
| 6 sierpnia 1999 | Tacuarembó - Defensor Sporting 1:3 Daniel Gutiérrez 90 - Danilo Tosello 15k, 90, Ederson Fofonka 68                                                         |
| 7 sierpnia 1999 | Frontera Rivera - CA Peñarol 2:4 Álvaro González 21, Marcelo Velazco 90 - Pablo Bengoechea 32k, Antonio Pacheco D’Agosti 54, 77, Carlos Alberto Aguilera 61 |
| 8 sierpnia 1999 | Liverpool Montevideo - CA Cerro 1:0 Néstor Correa 70 |
| 8 sierpnia 1999 | River Plate Montevideo - Paysandú Bella Vista 0:0 |
| 8 sierpnia 1999 | Rentistas Montevideo - Deportivo Maldonado 0:1 Diego Meijide 83                                                                                             |
| 8 sierpnia 1999 | CA Bella Vista - Huracán Buceo Montevideo 3:0 Juan Morán 23, Diego Emanuelle 38, 55                                                                         |
| 8 sierpnia 1999 | Rampla Juniors - Danubio FC 2:5 Raúl Otero 64s, Carlos Macchi 67 - Julio de Souza 43, Martín Ojeda 50, 73k, Richard Núñez 55, Javier Delgado 83             |

### Clausura 4
| Data             | Mecz |
| ---------------- | --- |
| 13 sierpnia 1999 | Frontera Rivera - Danubio FC 0:1 Martín Ojeda 67k                                                                                            |
| 14 sierpnia 1999 | Tacuarembó - Club Nacional de Football 0:1 Walter Guglielmone 83                                                                             |
| 15 sierpnia 1999 | CA Peñarol - Rampla Juniors 4:2 Leonardo Acosta 26s, Gabriel Cedrés 50, Walter Pandiani 66, Marcelo de Souza 70 - Marcelo Segalés 14k, 81k   |
| 15 sierpnia 1999 | Liverpool Montevideo - Huracán Buceo Montevideo 2:0 Edgardo Simovic 54, Boris Acuña 73                                                       |
| 15 sierpnia 1999 | CA Cerro - CA Bella Vista 1:0 Alberto Ortega 38                                                                                              |
| 15 sierpnia 1999 | Rentistas Montevideo - River Plate Montevideo 1:4 Diego Aguirre 72 - Fabio Giménez 40, Diego Tito 55k, Marcelo Suárez 60, Damián Macaluso 87 |
| 15 sierpnia 1999 | Paysandú Bella Vista - Deportivo Maldonado 2:2 Juan Arreguín 70, Fernando Kanapkis 80 - Mario Barilko 42, Mario Orta 72                      |

### Clausura 5
| Data             | Mecz |
| ---------------- | --- |
| 20 sierpnia 1999 | Deportivo Maldonado - River Plate Montevideo 2:1 Mario Barilko 6, Mario Orta 65 - Marcelo Suárez 60                         |
| 21 sierpnia 1999 | CA Peñarol - Danubio FC 4:1 Eber Moas 2s, Walter Pandiani 19, Gabriel Cedrés 50, Martín Adrián García 90 - Diego Perrone 73 |
| 22 sierpnia 1999 | Club Nacional de Football - Defensor Sporting 1:2 Gabriel Álvez 48 - Daniel Tosello 13k, Damián Rodríguez 35s               |
| 22 sierpnia 1999 | Rentistas Montevideo - Paysandú Bella Vista 1:1 Diego Aguirre 39 - Danilo Bordet 67                                         |
| 22 sierpnia 1999 | Frontera Rivera - Rampla Juniors 3:0 Román Cuello 57, 80, 85                                                                |
| 22 sierpnia 1999 | CA Cerro - Huracán Buceo Montevideo 0:0                                                                                     |
| 22 sierpnia 1999 | CA Bella Vista - Liverpool Montevideo 1:0 Diego Emanuelle 33                                                                |

### Clausura 6
| Data             | Mecz |
| ---------------- | --- |
| 27 sierpnia 1999 | Huracán Buceo Montevideo - Defensor Sporting 1:0 Ruben Acosta 53                                                                                         |
| 28 sierpnia 1999 | Club Nacional de Football - CA Cerro 4:2 Milton Núñez 42, Mario Regueiro 64, 66, Carlos Camejo 88 - Álvaro Pintos 10, Marcelo Bártora 72                 |
| 29 sierpnia 1999 | CA Peñarol - Paysandú Bella Vista 6:1 Antonio Pacheco D’Agosti 48, 70, Walter Pandiani 58, 90, Marcelo Romero 73, Carlos Bueno 92 - Marcelo de Souza 21s |
| 29 sierpnia 1999 | CA Bella Vista - Tacuarembó 1:1 Rodrigo Lemos 65 - Juan Silva 67                                                                                         |
| 29 sierpnia 1999 | River Plate Montevideo - Frontera Rivera 2:3 Marcelo Suárez 54, Diego Tito 64k - Marcelo Velazco 1k, Álvaro González 18, Román Cuello 46                 |
| 29 sierpnia 1999 | Danubio FC - Rentistas Montevideo 2:0 Walt Báez 14, Richard Núñez 40                                                                                     |
| 29 sierpnia 1999 | Deportivo Maldonado - Rampla Juniors 3:0 Mario Barilko 20, Miguel Ximénez 47, Paulo Medina 63                                                            |

### Clausura 7
| Data             | Mecz |
| ---------------- | --- |
| 3 września 1999  | Frontera Rivera - Rentistas Montevideo 2:2 Álvaro González 12, Marcelo Velazco 70k - Enrique Saravia 63, Andrés Aparicio 67                                     |
| 4 września 1999  | CA Peñarol - Deportivo Maldonado 5:1 Pablo Bengoechea 15, Darío Rodríguez 18, Walter Pandiani 23, José Cancela 32, Enrique de los Santos 82 - Claudio Ciccia 86 |
| 7 września 1999  | CA Cerro - Tacuarembó 1:0 Álvaro Pintos 68 |
| 7 września 1999  | Liverpool Montevideo - Defensor Sporting 0:0 |
| 7 września 1999  | Rampla Juniors - Paysandú Bella Vista 2:1 Enzo Azambuya 40, Carlos Macchi 87 - Charles Silvera 11                                                               |
| 7 września 1999  | River Plate Montevideo - Danubio FC 1:3 Marcelo Suárez 46 - Martín Ojeda 30, Ignacio Risso 50, Martín Ojeda 59                                                  |
| 14 września 1999 | CA Bella Vista - Club Nacional de Football 1:4 Diego Emanuelle 15 - Gabriel Álvez 4, Gustavo Varela 63, Gabriel Álvez 75, Gustavo Varela 85                     |

### Clausura 8
| Data             | Mecz |
| ---------------- | --- |
| 10 września 1999 | Paysandú Bella Vista - Frontera Rivera 1:0 Charles Silvera 58                                                              |
| 11 września 1999 | Liverpool Montevideo - Club Nacional de Football 1:2 Fabián Césaro 76 - Martín del Campo 45, Gabriel Álvez 55              |
| 11 września 1999 | CA Bella Vista - Defensor Sporting 0:0                                                                                     |
| 12 września 1999 | Rampla Juniors - Rentistas Montevideo 1:0 Marcelo Segalés 66                                                               |
| 12 września 1999 | Danubio FC - Deportivo Maldonado 1:1 Ignacio Risso 43 - Paulo Medina 10k                                                   |
| 12 września 1999 | Huracán Buceo Montevideo - Tacuarembó 2:1 José Carini 47, Ruben Acosta 88 - Aldo Fabián Díaz 67                            |
| 12 września 1999 | River Plate Montevideo - CA Peñarol 1:6 Marcelo Suárez 69 - Antonio Pacheco D’Agosti 28, 44, 58, 65, 75, Marcelo Romero 49 |

### Clausura 9
| Data             | Mecz |
| ---------------- | --- |
| 17 września 1999 | Deportivo Maldonado - Liverpool Montevideo 1:1 Paulo Medina 57k - Boris Acuña 28k                                             |
| 18 września 1999 | CA Peñarol - Defensor Sporting 4:0 Marcelo de Souza 19, Pablo Bengoechea 56k, Walter Pandiani 70, Antonio Pacheco D’Agosti 88 |
| 18 września 1999 | Paysandú Bella Vista - Huracán Buceo Montevideo 0:0                                                                           |
| 18 września 1999 | Rentistas Montevideo - CA Cerro 0:1 Marcelo Bártora 89k                                                                       |
| 19 września 1999 | Danubio FC - Club Nacional de Football 1:1 Ignacio Risso 87 - Gabriel Álvez 26                                                |
| 19 września 1999 | Frontera Rivera - Tacuarembó 2:1 Marcelo Velazco 73k, 81k - Ruben Alzueta 88                                                  |
| 19 września 1999 | River Plate Montevideo - CA Bella Vista 3:0 Marcelo Suárez 22, Diego Tito 65k, Marcelo Suárez 76                              |

### Clausura 10
| Data             | Mecz |
| ---------------- | --- |
| 21 września 1999 | CA Cerro - Rampla Juniors 2:4 Richard Pellejero 18, Álvaro Pintos 45k - Óscar Vallejo 38, Jorge Casanova 54, Óscar Vallejo 57, 90k |
| 22 września 1999 | Tacuarembó - Deportivo Maldonado 1:1 Aldo Fabián Díaz 18 - Diego Demarco 20                                                        |
| 22 września 1999 | Huracán Buceo Montevideo - Frontera Rivera 2:1 Gilson Madruga 65s, Luigi Rodríguez 84 - Marcelo Velazco 88                         |
| 22 września 1999 | CA Bella Vista - Danubio FC 1:1 Alejandro Lembo 80 - Ernesto Javier Chevantón 50                                                   |
| 22 września 1999 | Club Nacional de Football - Paysandú Bella Vista 4:0 Mario Regueiro 4, 15, 46, Gustavo Varela 60                                   |
| 23 września 1999 | Defensor Sporting - Rentistas Montevideo 3:1 Emerson 22, Leonardo Sum 60, Fernando Fadeuille 67 - Leonel Medina 83                 |
| 23 września 1999 | Liverpool Montevideo - CA Peñarol 1:1 Óscar Quagliata 55 - Jorge Barreneche 58s                                                    |

### Clausura 11
| Data             | Mecz |
| ---------------- | --- |
| 24 września 1999 | Paysandú Bella Vista - CA Bella Vista 3:4 Pablo Vega 48, Carlos Jaime 76, Fernando Garrasino 78 - Guillermo Giacomazzi 12, Daniel Gamarra 50, 87, Jorge Casanova 81 |
| 25 września 1999 | Frontera Rivera - Club Nacional de Football 2:3 Walter Surraco 68, Álvaro González 70 - Mario Regueiro 30, Gabriel Álvez 41, Franco Ferreyra 90                     |
| 26 września 1999 | CA Peñarol - Tacuarembó 2:1 Marcelo de Souza 19, Antonio Pacheco D’Agosti 90 - Aldo Fabián Díaz 66                                                                  |
| 26 września 1999 | Deportivo Maldonado - Huracán Buceo Montevideo 0:3 Ikechukwu Uzoma 10, Guillermo Castillo 58, Christian Martínez 75                                                 |
| 26 września 1999 | River Plate Montevideo - CA Cerro 2:0 Elbio Tolosa 35, Marcelo Suárez 51                                                                                            |
| 26 września 1999 | Rampla Juniors - Defensor Sporting 1:3 Santiago Ostolaza 9s - Marcelo Lipatín 16, Andrés Martínez 45, Danilo Tosello 59                                             |
| 26 września 1999 | Rentistas Montevideo - Liverpool Montevideo 0:0 |

### Clausura 12
| Data                | Mecz |
| ------------------- | --- |
| 1 października 1999 | CA Cerro - Danubio FC 1:2 Jorge Artigas 45 - Ernesto Javier Chevantón 46, Gabriel Migliónico 50                           |
| 2 października 1999 | Club Nacional de Football - Deportivo Maldonado 1:0 Jorge Delgado 1                                                       |
| 3 października 1999 | Huracán Buceo Montevideo - CA Peñarol 1:3 Álvaro Tato 86k - Marcelo de Souza 27, Pablo Bengoechea 82k, Walter Pandiani 88 |
| 3 października 1999 | Tacuarembó - Rentistas Montevideo 0:0                                                                                     |
| 3 października 1999 | Defensor Sporting - River Plate Montevideo 0:1 Marcelo Suárez 45                                                          |
| 3 października 1999 | CA Bella Vista - Frontera Rivera 2:0 Daniel Gamarra 20, Henry López Báez 90                                               |
| 3 października 1999 | Liverpool Montevideo - Rampla Juniors 3:0 Martín Arriola 19, Boris Acuña 89k, Edgardo Simovic 90                          |

### Clausura 13
| Data                 | Mecz |
| -------------------- | --- |
| 8 października 1999  | Huracán Buceo Montevideo - Rampla Juniors 2:1 Gastón Curbelo 52, Guillermo Castillo 65 - Hugo Gularte 82                                     |
| 9 października 1999  | CA Bella Vista - CA Peñarol 0:2 Gabriel Cedrés 39, Marcelo de Souza 85                                                                       |
| 10 października 1999 | Club Nacional de Football - Rentistas Montevideo 2:0 Martín del Campo 24, Rubén Sosa 39                                                      |
| 10 października 1999 | Tacuarembó - River Plate Montevideo 1:1 Aldo Fabián Díaz 82 - Marcelo Suárez 22                                                              |
| 10 października 1999 | Liverpool Montevideo - Danubio FC 0:1 Marcelo Sosa 81                                                                                        |
| 10 października 1999 | Defensor Sporting - Paysandú Bella Vista 1:1 Leonardo Sum 79 - Sergio Mascazini 23                                                           |
| 10 października 1999 | CA Cerro - Frontera Rivera 0:1 Román Cuello 34 mecz przerwany w 45 minucie z powodu zamieszek na trybunach - dokończony 26 października 1999 |
| 26 października 1999 | CA Cerro - Frontera Rivera 1:1 Álvaro Pintos 54 - Román Cuello 34 dokończenie drugiej połowy przerwanego meczu z 10 października 1999        |

### Clausura 14
| Data                 | Mecz |
| -------------------- | --- |
| 15 października 1999 | Deportivo Maldonado - CA Bella Vista 3:3 Diego Meijide 26, 67, Diego Demarco 90 - Henry López Báez 24, 45, Zinho 81       |
| 16 października 1999 | Danubio FC - Defensor Sporting 2:2 Gabriel Migliónico 55, 60k - Danilo Tosello 45, Marcelo Lipatín 66                     |
| 16 października 1999 | Rampla Juniors - Tacuarembó 1:0 Hugo Gularte 56                                                                           |
| 17 października 1999 | CA Peñarol - Club Nacional de Football 2:1 Pablo Bengoechea 45, Gabriel Cedrés 73 - Jorgeao da Costa 74k                  |
| 17 października 1999 | Rentistas Montevideo - Huracán Buceo Montevideo 1:2 Leonardo Medina 17 - Luigi Rodríguez 46, Ruben Acosta 71              |
| 17 października 1999 | Paysandú Bella Vista - CA Cerro 1:1 Fernando Garrasino 20 - Álvaro Pintos 64                                              |
| 17 października 1999 | River Plate Montevideo - Liverpool Montevideo 2:2 Fabián Romero 28, Diego Tito 88k - Edgardo Simovic 45, Néstor Correa 57 |

### Clausura 15
| Data                 | Mecz |
| -------------------- | --- |
| 22 października 1999 | Defensor Sporting - Deportivo Maldonado 4:1 Gustavo Biscayzacú 41, Fernando Fadeuille 76, Danilo Tosello 83, Gustavo Biscayzacú 90 - Diego Meijide 53 |
| 23 października 1999 | CA Cerro - CA Peñarol 0:0 |
| 23 października 1999 | CA Bella Vista - Rampla Juniors 1:3 Rodrigo Lemos 90k - Hugo Gularte 60, Fernando Giménez 62, Fernando Fajardo 88                                     |
| 24 października 1999 | Club Nacional de Football - River Plate Montevideo 2:2 Gabriel Álvez 76, Marcos Vanzini 90 - Marcelo Suárez 28, Carlos Aguiar 40                      |
| 24 października 1999 | Tacuarembó - Paysandú Bella Vista 1:2 Ruben Alzueta 22 - Carlos Jaime 30, Carlos Jaime 43k                                                            |
| 24 października 1999 | Liverpool Montevideo - Frontera Rivera 2:3 Edgardo Simovic 13, Fabián Césaro 60 - Ignacio Borjas 38, Román Cuello 56, Álvaro González 83              |
| 24 października 1999 | Huracán Buceo Montevideo - Danubio FC 1:3 Eloy Carrizo 90 - Javier Delgado 34, Ernesto Javier Chevantón 81, Julio de Souza 85                         |

### Tabela końcowa Clausura 1999
| Poz | Klub                      | Mecze | Zw | Rem | Por | Pkt | BrZd | BrStr |
| --- | ------------------------- | ----- | -- | --- | --- | --- | ---- | ----- |
| 1   | CA Peñarol                | 14    | 12 | 2   | 0   | 38  | 47   | 12    |
| 2   | Club Nacional de Football | 14    | 9  | 2   | 3   | 29  | 30   | 17    |
| 3   | Danubio FC                | 14    | 8  | 4   | 2   | 28  | 25   | 16    |
| 4   | Defensor Sporting         | 14    | 7  | 4   | 3   | 25  | 20   | 14    |
| 5   | Huracán Buceo Montevideo  | 14    | 7  | 3   | 4   | 24  | 17   | 17    |
| 6   | Liverpool Montevideo      | 14    | 5  | 5   | 4   | 20  | 18   | 12    |
| 7   | River Plate Montevideo    | 14    | 5  | 5   | 4   | 20  | 22   | 21    |
| 8   | CA Bella Vista            | 14    | 5  | 4   | 5   | 19  | 21   | 23    |
| 9   | Frontera Rivera           | 14    | 5  | 2   | 7   | 17  | 23   | 22    |
| 10  | CA Cerro                  | 14    | 4  | 4   | 6   | 16  | 13   | 17    |
| 11  | Paysandú Bella Vista      | 14    | 3  | 6   | 5   | 15  | 16   | 26    |
| 12  | Rampla Juniors            | 14    | 5  | 0   | 9   | 15  | 19   | 31    |
| 13  | Deportivo Maldonado       | 14    | 3  | 5   | 6   | 14  | 17   | 29    |
| 14  | Tacuarembó                | 14    | 0  | 4   | 10  | 4   | 8    | 20    |
| 15  | Rentistas Montevideo      | 14    | 0  | 4   | 10  | 4   | 8    | 27    |

## Campeonato Uruguay 1999
O mistrzostwo kraju mogli ubiegać się w sezonie 1999 zwycięzca turnieju Apertura (Club Nacional de Football) i zwycięzca turnieju Clausura (CA Peñarol).
| Mecze o mistrzostwo Urugwaju |
| --- |
| CA Peñarol - Club Nacional de Football 1:1 i 1:1, dod. 2:1 |
| 3 listopada 1999 Montevideo Estadio Centenario CA Peñarol - Club Nacional de Football 1:1 (0:0) Widzów: 31 106 Sędzia: Daniel Bello (Carlos López, William Martínez) Bramki: 1:0 Marcelo Romero 55, 1:1 Gabriel Álvez 64 Club Atlético Peñarol: Claudio Sebastián Flores - Cafú, José Enrique „Caballo” de los Santos, Joe Bizera, Darío Rodríguez, Marcelo Alejandro de Souza, Marcelo Romero, Pablo Bengoechea, Néstor Gabriel Cedrés, Antonio Pacheco D' Agosti, Walter Pandiani. Trener: Julio César Ribas Club Nacional de Football: Carlos „Manteca” Nicola - Cesilio de los Santos, Héctor „Samanta” Rodríguez, Jorgeao da Costa, Raúl Federico Bergara, Oscar Javier „Cafuringa” Morales, Carlos Enrique Camejo, Gianni Guigou, Walter Fabián Coelho (59 Gustavo Varela), Jorge Gabriel „Buitre” Alvez (72 Jorge „Chispa” Delgado), Rubén Sosa (59 Mario Regueiro). Trener: Hugo Eduardo de León Źródło: http://www.futbol.com.uy/noticias/1999/03-11-99.html |
| 7 listopada 1999 Montevideo Estadio Centenario Club Nacional de Football - CA Peñarol 1:1 (1:1) Widzów: 50 990 Sędzia: Gustavo Méndez (Fernando Cresci, Marcelo Costa) Bramki: 1:0 Gabriel Álvez 3k, 1:1 Pablo Bengoechea 20 Club Nacional de Football: Carlos „Manteca” Nicola - Cesilio de los Santos, Héctor „Samanta” Rodríguez, Jorgeao da Costa, Raúl Federico Bergara, Oscar Javier „Cafuringa” Morales, Carlos Enrique Camejo, Gianni Guigou (69 Jorge „Chispa” Delgado), Walter Fabián Coelho (59 Mario Regueiro), Jorge Gabriel „Buitre” Alvez, Rubén Sosa (53 Gustavo Varela). Trener: Hugo Eduardo de León Club Atlético Peñarol: Claudio Sebastián Flores - Cafú, José Enrique „Caballo” de los Santos, Joe Bizera, Darío Rodríguez, Marcelo Alejandro de Souza, Marcelo Romero, Pablo Bengoechea (86 Juan Carlos de Lima), Néstor Gabriel Cedrés, Antonio Pacheco D' Agosti (69 José Cancela), Walter Pandiani (69 Oscar „Vasco” Aguirregaray). Trener: Erardo Coccaro (w zastępstwie Ribasa) Źródło: http://www.futbol.com.uy/noticias/1999/07-11-99.html          |
| 13 listopada 1999 Montevideo Estadio Centenario CA Peñarol - Club Nacional de Football 2:1 (2:1) Widzów: 49 908 Sędzia: Sergio Komjetán (Ruben Meneses, William Martínez) Bramki: 0:1 Gabriel Álvez 19k, 1:1 Darío Rodríguez 33, 2:1 Walter Pandiani 35 Club Atlético Peñarol: Claudio Sebastián Flores - Nicolás Rotundo, Marcelo de los Santos, José Enrique „Caballo” de los Santos, Darío Rodríguez, Marcelo Romero, Pablo Bengoechea (31 Martín Adrián García, 65 Diego Carreño), José Cancela (53 Oscar „Vasco” Aguirregaray), Gabriel Cedrés, Antonio Pacheco D' Agosti, Walter Pandiani. Trener: Erardo Coccaro (w zastępstwie Ribasa) Club Nacional de Football: Carlos „Manteca” Nicola - Cesilio de los Santos (53 Martín del Campo), Héctor „Samanta” Rodríguez, Jorgeao da Costa, Raúl Federico Bergara, Oscar Javier „Cafuringa” Morales (58 Richard Morales), Diego Scotti, Gustavo Varela, Gianni Guigou, Mario Regueiro (50 Rubén Sosa), Jorge Gabriel „Buitre” Alvez. Trener: Hugo Eduardo de León Źródło: http://www.futbol.com.uy/noticias/1999/13-11-99.html |

Mistrzem Urugwaju został klub CA Peñarol, natomiast Club Nacional de Football został wicemistrzem Urugwaju. Mistrz Urugwaju uzyskał prawo gry w Copa Libertadores 2000.

## Tabela całoroczna 1999
Klub, który ma spaść do drugiej ligi oraz ten, który ma stoczyc baraż o utrzymanie się w pierwszej lidze, zostały wyłonione na podstawie wyników z ostatnich trzech sezonów 1997, 1998 i 1999.
| Poz | Klub                      | Mecze | Zw | Rem | Por | Pkt | BrZd | BrStr |
| --- | ------------------------- | ----- | -- | --- | --- | --- | ---- | ----- |
| 1   | CA Peñarol                | 28    | 19 | 6   | 3   | 63  | 71   | 25    |
| 2   | Club Nacional de Football | 28    | 20 | 3   | 5   | 63  | 65   | 27    |
| 3   | Defensor Sporting         | 28    | 17 | 7   | 4   | 58  | 60   | 30    |
| 4   | Danubio FC                | 28    | 16 | 6   | 6   | 54  | 64   | 40    |
| 5   | CA Bella Vista            | 28    | 12 | 9   | 7   | 45  | 46   | 38    |
| 6   | Huracán Buceo Montevideo  | 28    | 11 | 8   | 9   | 41  | 34   | 44    |
| 7   | CA Cerro                  | 28    | 11 | 4   | 13  | 37  | 37   | 47    |
| 8   | River Plate Montevideo    | 28    | 9  | 9   | 10  | 36  | 36   | 42    |
| 9   | Frontera Rivera           | 28    | 8  | 6   | 14  | 30  | 39   | 42    |
| 10  | Deportivo Maldonado       | 28    | 7  | 9   | 12  | 30  | 39   | 54    |
| 11  | Liverpool Montevideo      | 28    | 5  | 13  | 10  | 28  | 23   | 34    |
| 12  | Paysandú Bella Vista      | 28    | 6  | 10  | 12  | 28  | 25   | 47    |
| 13  | Rampla Juniors            | 28    | 8  | 2   | 18  | 26  | 28   | 56    |
| 14  | Rentistas Montevideo      | 28    | 4  | 9   | 15  | 21  | 23   | 41    |
| 15  | Tacuarembó                | 28    | 4  | 5   | 19  | 17  | 20   | 43    |

### Baraż o pierwszą ligę
| Data           | Mecz |
| -------------- | --- |
| 1 grudnia 1999 | Racing Montevideo - Rampla Juniors 1:1 Robert Munilla 30 - Fernando Fajardo 17 mecz rozegrany został na stadionie Estadio Parque Central                                                                         |
| 4 grudnia 1999 | Rampla Juniors - Racing Montevideo 3:3 Carlos Macchi 14, Edgar Martínez 17, Carlos Macchi 68 - Robert Munilla 33, Robert Munilla 68, Gustavo Zuvela 76 mecz rozegrany został na stadionie Estadio Parque Central |
| 8 grudnia 1999 | Racing Montevideo - Rampla Juniors 0:0, karne 4:3 mecz rozegrany został na stadionie Estadio Parque Central |

Rampla Juniors spadł do drugiej ligi, a na jego miejsce awansował Racing Montevideo.

### Klasyfikacja strzelców bramek
| Gole | Piłkarz       | Klub                      |
| ---- | ------------- | ------------------------- |
| 24   | Gabriel Alvez | Club Nacional de Football |

## Liguilla Pre-Libertadores 1999

### Kolejka 1
| Data              | Mecz |
| ----------------- | --- |
| 20 listopada 1999 | CA Cerro - Danubio FC 1:6 Marcelo Bartora 80k - Ignacio Risso 39, Javier Delgado 45, Diego Perrone 52, Ignacio Risso 64k, Ignacio Risso 68, Martín Ojeda 86 |
| 20 listopada 1999 | CA Bella Vista - Huracán Buceo Montevideo 2:0 Diego Emanuelle 3, Diego Emanuelle 87                                                                         |
| 21 listopada 1999 | Defensor Sporting - Club Nacional de Football 1:2 Andrés Martínez 61 - Rubén Sosa 65, Gabriel Álvez 72                                                      |

### Kolejka 2
| Data              | Mecz |
| ----------------- | --- |
| 24 listopada 1999 | Club Nacional de Football - CA Bella Vista 1:2 Gabriel Álvez 66k - Guillermo Giacomazzi 14, Guillermo Giacomazzi 68   |
| 25 listopada 1999 | Huracán Buceo Montevideo - CA Cerro 2:2 Santiago Correa 45, Ikechukwu Uzoma 71 - Marcelo Bartora 42, Álvaro Pintos 87 |
| 25 listopada 1999 | Danubio FC - Defensor Sporting 1:0 Javier Delgado 41                                                                  |

### Kolejka 3
| Data           | Mecz                                                                                              |
| -------------- | ------------------------------------------------------------------------------------------------- |
| 4 grudnia 1999 | CA Cerro - CA Bella Vista 1:2 Hernán Pintos 20 - Rodrigo Lemos 43, Jorge Casanova 59              |
| 4 grudnia 1999 | Defensor Sporting - Huracán Buceo Montevideo 1:1 Eliomar 32 - Guillermo Castillo 44               |
| 5 grudnia 1999 | Club Nacional de Football - Danubio FC 3:0 Gabriel Álvez 45, Gabriel Álvez 84, Richard Morales 89 |

### Kolejka 4
| Data            | Mecz |
| --------------- | --- |
| 11 grudnia 1999 | CA Bella Vista - Defensor Sporting 2:2 Rodrigo Lemos 14k, Jorge Casanova 33 - Ederson Fofonka 1, Ederson Fofonka 34 |
| 11 grudnia 1999 | Danubio FC - Huracán Buceo Montevideo 3:0 Martín Ojeda 30, Ignacio Risso 46, Ignacio Risso 75                       |
| 12 grudnia 1999 | Club Nacional de Football - CA Cerro 2:0 Richard Morales 55, Richard Morales 88                                     |

### Kolejka 5
| Data            | Mecz |
| --------------- | --- |
| 15 grudnia 1999 | Defensor Sporting - CA Cerro 3:0 Ederson Fofonka 4, Marcelo Lipatín 58, Andrés Martínez 84                                               |
| 15 grudnia 1999 | Danubio FC - CA Bella Vista 2:2 Raúl Otero 19, Ignacio Risso 90k - Henry López Báez 44, Daniel Gamarra 57                                |
| 16 grudnia 1999 | Huracán Buceo Montevideo - Club Nacional de Football 1:3 Ikechukwu Uzoma 4 - Pedro Santarcieri 6s, Richard Morales 18, Gustavo Varela 90 |

### Tabela końcowa Liguilla Pre-Libertadores
| Poz | Klub                      | Mecze | Zw | Rem | Por | Pkt | BrZd | BrStr |
| --- | ------------------------- | ----- | -- | --- | --- | --- | ---- | ----- |
| 1   | Club Nacional de Football | 5     | 4  | 0   | 1   | 12  | 11   | 4     |
| 2   | CA Bella Vista            | 5     | 3  | 2   | 0   | 11  | 10   | 6     |
| 3   | Danubio FC                | 5     | 3  | 1   | 1   | 10  | 12   | 6     |
| 4   | Defensor Sporting         | 5     | 1  | 2   | 2   | 5   | 7    | 6     |
| 5   | Huracán Buceo Montevideo  | 5     | 0  | 2   | 3   | 2   | 4    | 11    |
| 6   | CA Cerro                  | 5     | 0  | 1   | 4   | 1   | 4    | 15    |

Obok mistrza Urugwaju CA Peñarol do Copa Libertadores 2000 zakwalifikowały się dwa najlepsze kluby Liguilla Pre-Libertadores: Club Nacional de Football i CA Bella Vista.